# Дёнгес, Теофилус
Теофилус Эбенгазер Дёнгес (африк. Theophilus Ebenhaezer Dönges; 8 марта 1898 — 10 января 1968) — южноафриканский политик, был избран государственным президентом ЮАР, но умер, не успев вступить в должность, в возрасте 69 лет.
Дёнгес был членом Национальной партии, которая правила в Южной Африке с 1948 по 1994 год. В 1948—1961 годах занимал пост министра внутренних дел и был одним из так называемых «архитекторов апартеида». Состоял в тайном обществе африканерских националистов Брудербонд. Начал регистрацию населения на основе расовых признаков и изъял «цветных» из списка избирателей.
Был министром финансов в 1958—1967 годах.
После убийства премьер-министра Фервурда исполнял обязанности премьер-министра, перед тем как съезд Национальной партии назначил Форстера премьер-министром.
После отставки Чарльза Роббертса Сварта Дёнгес был 28 февраля 1967 года избран президентом ЮАР, получив 163 голоса Избирательной коллегии (его соперник — Майор ван дер Биль — получил лишь 52). 4 марта об этом было объявлено официально, и 31 мая он должен был вступить в должность, но он перенёс инсульт и впал в кому, прежде чем вступил в должность; в связи с недееспособностью президента исполняющим его обязанности в соответствии с Конституцией ЮАР стал президент Сената Джошуа Франсуа Науде. Теофилус Эбенгазер Дёнгес умер в 1968 году, не приходя в сознание.
Дёнгес посмертно получил почести бывшего президента, в том числе государственные похороны. Также его изображение было высечено на монетах следующего года после его смерти.